# Septizonium
Septizonium (zwana też m.in. jako Septizodium lub Septicodium; wł. Settizonio) – niezachowana budowla wzniesiona w 203 roku w starożytnym Rzymie na zlecenie cesarza Septymiusza Sewera.
Nazwa obiektu pochodzi od słowa Septisolium, oznaczającego w łacinie świątynię siedmiu Słońc, nadana prawdopodobnie na cześć siedmiu bóstw planetarnych (Saturnowi, Solowi, Lunie, Marsowi, Merkuremu, Jowiszowi, Wenus) lub z tego względu, że budowla składała się z siedmiu części. Septizonium nie miało żadnego praktycznego zastosowania i prawdopodobnie służyło jako ozdobna fasada. Budowla była położona w miejscu, gdzie Via Appia dochodzi do Palatynu. Istnieją też relacje historyczne o podobnych konstrukcjach, wszystkie położone były w Afryce.
Ammianus Marcellinus w zagadkowy sposób opisuje budowlę: „Plebs (..) zebrał się w Septemzodium, popularnym miejscu, gdzie Marek Aureliusz zbudował nimfeum o dość pretensjonalnym stylu”.
W VIII wieku znajdujące się w stanie ruiny Septizonium zostało włączone w obręb średniowiecznej twierdzy, która w XII i XIII wieku znajdowała się w rękach rodu Frangipani. W sierpniu 1241 roku, po śmierci papieża Grzegorza IX, dziesięciu kardynałów, przedzierając się przez oblegające Wieczne Miasto wojska cesarza Fryderyka II Hohenstaufa, zdołało dotrzeć do Rzymu. Elektorzy zebrali się w rozpadającym się Septizonium. Papieska elekcja 1241 roku była uciążliwa dla jej uczestników nie tylko ze względów politycznych, lecz również klimatycznych. W Rzymie panował wtedy dokuczliwy upał, a w dni deszczowe przez dziurawy dach Septizonium na pomieszczenie, w którym przebywali kardynałowie, spływał deszcz zmieszany z moczem stacjonujących na dachu strażników, rozmieszczonych tam przez senatora Matteo Rosso Orsiniego. W trakcie konklawe zachorował i zmarł angielski kardynał Robert Somercote. Nowo wybrany papież, Celestyn IV, również był wyczerpany dwumiesięczną elekcją i zmarł po szesnastodniowym pontyfikacie.
W 1588 roku, podczas pontyfikatu Sykstusa V, wschodnia fasada Septizonium została wyburzona pod kierownictwem Domenico Fontany. Uzyskane w ten sposób materiały budowlane zostały wykorzystane jako podstawa egipskiego obelisku na Piazza del Popolo, do odnowienia Kolumny Marka Aureliusza, papieskiego nagrobka w bazylice Matki Bożej Większej i w innych konstrukcjach.